# Língua bearnesa

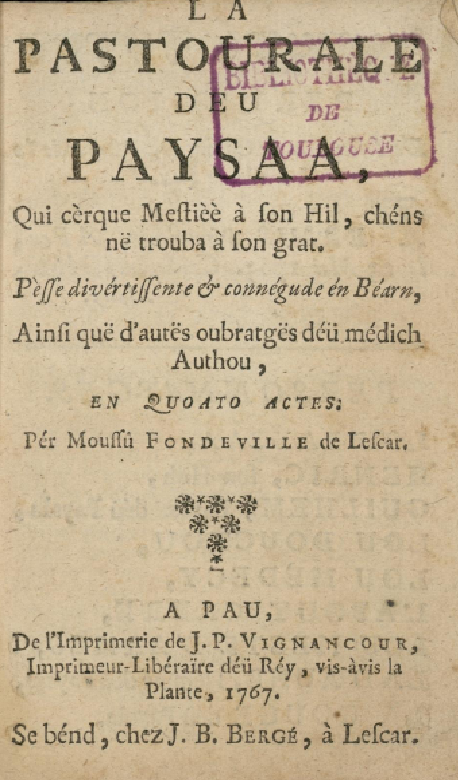
Edição do século XVIII da peça teatral de Jean-Henri Fondeville (La pastorala deu paisan)

O bearnês ou língua bearnesa é um dialeto do occitano gascão falado em Bearne — no departamento dos Pirenéus Atlânticos, sudoeste da França.
Como língua escrita, beneficiou-se do fato de Bearne ser um estado independente (Viscondado de Bearne) dos meados do século XIV até 1620. O Bearnês foi utilizado em documentos legais e administrativos muito depois da maioria das outras províncias da Gasconha terem sido incorporadas. Na França, a língua francesa substituiu o Béearnês em documentos legais apenas em 1789, durante a Revolução Francesa).

## Sociolinguística

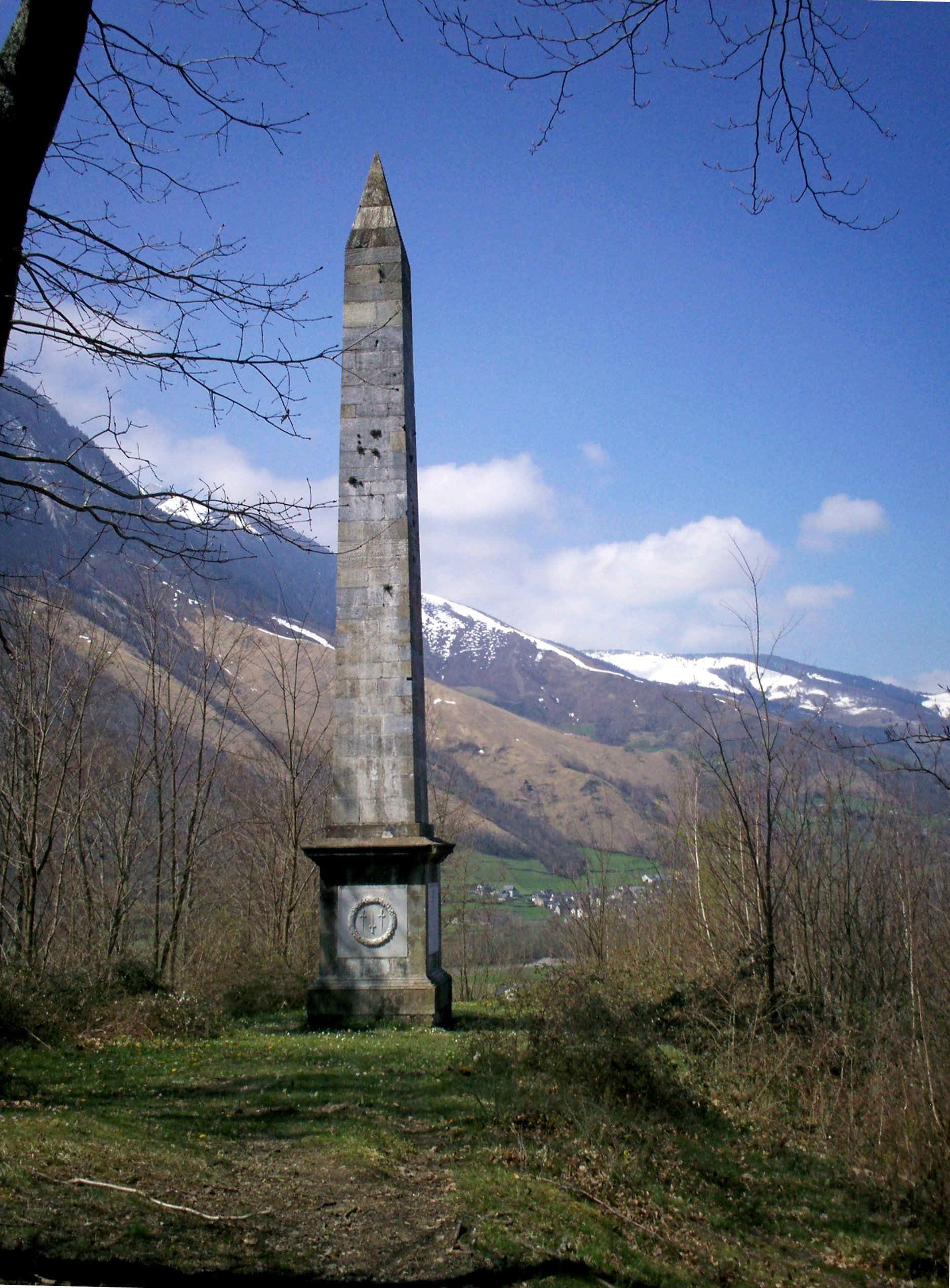
Obelisco de Cyprien Despourrins

Bearnês é atualmente a variedade mais proeminente do Gascão. É amplamente utilizado nas tentativas de normatização para alcançar um padrão Gascão e é o dialeto mais provável para ter sucesso, devido à forte identidade cultural e saída desta área.
Uma pesquisa de 1982 com os habitantes de Bearne indicou que 51% da população falava Bearnês, 70% a entendiam e 85% eram a favor da preservação da língua.  No entanto, o uso do idioma diminuiu nos últimos anos, já que o Bearnês raramente é transmitido para as gerações mais jovens dentro da família. Há um ressurgimento do foco na língua que melhorou a situação, no entanto, levando as crianças a aprenderem a língua na escola (comparável à forma como os alunos iirlandeses aprendem uma forma padronizada de língua irlandesa).
Atualmente, a maioria das associações culturais considera o Gascon (incluindo Béarnese) um dialeto língua occitana. No entanto, outras autoridades consideram-nas línguas distintas, incluindo Jean Lafitte, editora do Ligam-DiGam, uma revisão linguística e lexicográfica do Gascon..
Um estudo sociolinguístico detalhado apresentando o status atual da linguagem (prática e percepções dos diferentes locutores) foi feito em 2004 por B. Moreux a maioria dos falantes nativos a tem aprendido oralmente e tende a ser mais velha. Por outro lado, os proponentes para a manutenção e renascimento da língua são classificados em três grupos: Bearnistas, Gasconistqs e Occitanistqs, termos que resumem o foco de preferência regional que dão respectivamente à suas línguas de interesse: Bearnês, Gascão ou Occitano.

## Literatura
No que diz respeito à literatura e aos poemas, o primeiro livro importante foi uma tradução Bearnês dos Salmos de David por Arnaud de Salette, no final do século XVI, contemporânea com o dialeto Gascão de (Armagnac tradução destes Salmos por Pey de Garros. Ambas as traduções foram encomendadas por Jeanne d'Albret, rainha do Reino de Navarra e mãe de Henrique IV da França, para ser usada nas igrejas protestantes. Henrique IV foi o primeiro Enrico III de Navarra, o rei deste estado independente de língua calvinista e occitana. O dialeto de Bearnês era a sua língua nativa que ele também usou em cartas para os assuntos dele.
Durante o século XVII, o escritor bearniano Jean-Henri Fondeville (entre outros) compôs peças como "La Pastorala deu Paisan" e também suas "Eglogas" anti-calvinistas. [Cyprien Despourrins]] é certamente um dos principais poetas do Bearnês do século XVIII; muitos de seus poemas ainda são canções folclóricas de Bearne.} A partir do século XIX podemos citar o poeta Xavier Navarrot e também Alexis Peyret, que emigrou para Argentina por motivos políticos, onde editou sua poesia bearnesa.
Após a criação do Felibritge, a Escole Gastoû Fèbus (que se tornaria  Escòla Gaston Fèbus ) foi criada como parte Bearnesa de Frédéric Mistral e Joseph Academia de Roumanille. Simin Palay, um dos seus membros mais proeminentes, publicou um dicionário.

### Amostra de texto
- Artigo 1º da Declaração Universal dos Direitos Humanos:[6]

- - Moderno occitano:

Totas las (/eras) personas que vaden libras e parièras en dignitat e en drets. Que son totas doadas d’arrason e de consciéncia e que deven agir las uas envèrs las autas hens un esperit de fraternitat.
- - Moderno bearnês:

Toutes las (/eras) persounes que bàdin lìbrẹs e parières en dignitat e en dréts. Que soun toutes douades de rasoû e de counciénce e que débin ayi las ûes embèrs las àutẹs héns û esperit de fraternitat.
- - Português

Todos os seres humanos nascem livres e iguais em dignidade e direitos. São dotados de razão e consciência e devem agir em relação uns aos outros com espírito de fraternidade.